# Cucujinus micromma
Cucujinus micromma is een keversoort uit de familie dwergschorskevers (Laemophloeidae). De wetenschappelijke naam van de soort werd in 1920 gepubliceerd door Gilbert John Arrow.